# Kathedraal van Lisieux

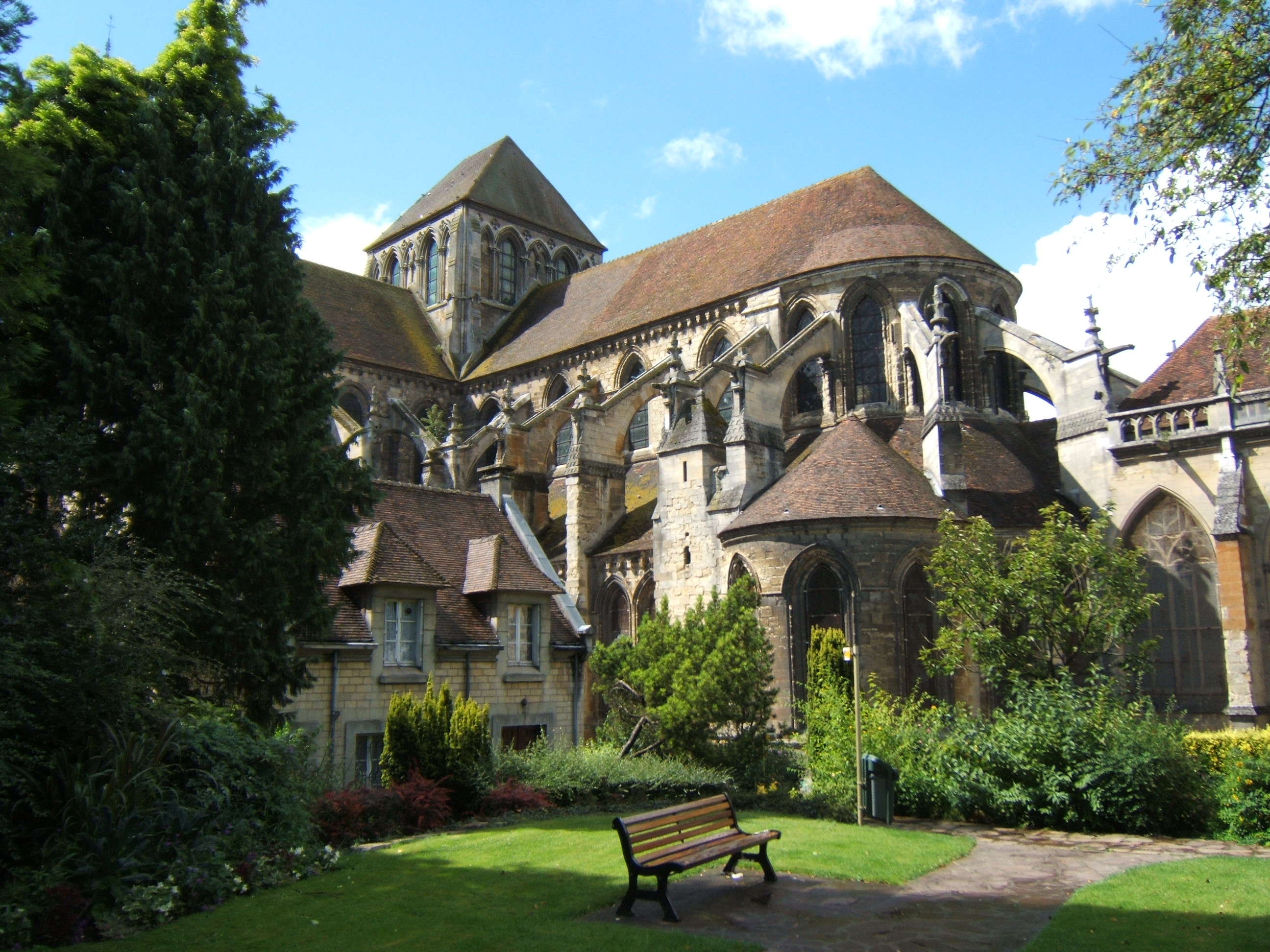

De Sint-Pieterskathedraal van Lisieux (Frans: Cathédrale Saint-Pierre de Lisieux) is een kathedraal in Lisieux in de Calvados. De kerk is een voorbeeld van Normandische gotiek en werd gebouwd tussen circa 1170 en 1230. De kerk werd in 1840 geklasseerd als monument van onroerend erfgoed, als een Monument historique.
De kathedraal is niet de zetel van het bisdom Bayeux-Lisieux, dat is de Notre-Dame de Bayeux. Het diocees Lisieux werd met het Concordaat van 15 juli 1801 opgeheven en samengevoegd met dit van Bayeux. Van 1377 tot zijn overlijden in 1382 zetelde bisschop Nicolaas van Oresme in Lisieux. Hij is in de kerk begraven. Het was van 1432 tot zijn dood in 1442 ook de laatste bisschopszetel voor de bisschop Pierre Cauchon die eerder een grote rol had gespeeld in het proces van Jeanne d'Arc. Cauchon is ook begraven in de kathedraal, evenals zijn opvolger Pasquier de Vaux die van 1443 tot 1447 bisschop was. Nog andere bisschoppen waren onder meer de later tot kardinaal benoemde Annas de Perusse-d'Escars de Givry. De laatste bisschop van Lisieux was Jules-Basile Perron (Ferron) de La Ferronays, hij zetelde tot 1790.
In de kathedraal werd in 1874 een orgel geïnstalleerd met 46 registers van de bekende Franse 19e-eeuwse orgelbouwer Aristide Cavaillé-Coll.
In Lisieux is naast de kathedraal ook de 20e-eeuwse Basilique Sainte-Thérèse de Lisieux.
Aix · Albi · Amiens · Auch · Auxerre · Bayeux · Bayonne · Beauvais · Béziers · Bordeaux · Bourges · Carcassonne · Châlons · Chartres · Clermont-Ferrand · Dijon · Évreux · Laon · Le Mans · Limoges · Lisieux · Lyon · Meaux · Metz · Nantes · Narbonne · Nevers · Orléans · Parijs · Poitiers · Quimper · Reims · Rodez · Rouen · Sées · Sens · Soissons · Straatsburg · Toul · Toulouse · Tours · Troyes